# MILAN
MILANは、スペインの文房具ブランド。

## 会社

### 歴史
1918年に創業。創業時は消しゴムのみ販売していたが、現在は総合的な文房具ブランドとして発展している。

### 世界への展開
現在5,000以上もの商品が、85カ国以上の国々で販売されている。
2013年1月26日から29日にかけて、フランクフルトで開催された国際博覧会PAPERWORLDにも参加している。

## 商品展開
- ERASERS（消しゴム）
- PENCIL SHARPENER＋ERASER（ペンシルシャープナー＋消しゴム）
- SCHOOL（学校）
- OFFICE（オフィス）
- CALCULATORS（計算機）
- FINE ARTS（ファインアート）
- PAPER BOOK（ペーパーブック）
- COLLECTIONS（コレクション）
- TABLETS（タブレット）

## 商品の特徴

### デザイン
独自のデザインチームを自社に備え、常に製品を改善できる状態にしている。
また、ユーザーのニーズに応えるために市場調査の分野の専門家と協力して活動している。

### 安全性
すべてのMILANの学校製品は、こども用に安全面に配慮して設計されている。
特定の工業プロセスで可塑剤として使用されるフタル酸塩、重金属、芳香族添加剤を使用せず、安全・無害・無毒な消しゴムを実現させた。